# ’39
A ’39 az ötödik dal a brit Queen rockegyüttes 1975-ös A Night at the Opera albumáról. A szerzője Brian May gitáros volt. A folk rock utánérzésű számban May énekelt, és akusztikus gitáron játszott, John Deacon basszusgitáros pedig nagybőgőzött. A szöveg egy sci-fi történetet mesél el, amelyben az űrhajósok megtapasztalják az idődilatációt, és míg számukra az űrutazás rövid ideig tart, addig a földön száz év telik el. 1976-ban a „You’re My Best Friend” kislemez B oldalára került.

## Háttér és kompozíció
May arra gondolta, hogy milyen sok folkdal szól a tengerészekről, akik hosszú útra indulnak, és elgondolkodott azon, hogy senki nem akarta megírni ugyanezt űrhajósokkal a főszerepben. Innen jött a dal ötlete, amelyet Roger Taylor dobos a folk és az űrutazás keveredésére utalva „science fiction space folk”-nak nevezett. A szövegben egy csapat űrhajósról esik szó, akik „a 39-es évben” hosszú űrutazásra indulnak, majd amikor visszatérnek, azt tapasztalják, hogy a számukra rövidnek tűnő utazás alatt a földön száz év telt el, és mindenki, akit ismertek megöregedett vagy meghalt. May szerint a jelenség az idődilatáció elméletével magyarázható. Az ötletet Hermann Hesse egyik novellája adta, amelyben egy ember otthagyja a szülővárosát, hosszú útra megy, majd amikor visszatér, a változásokat szemléli. May később elmagyarázta, hogy nagyrészt az a bűntudat inspirálta, amit akkor érzett, amikor a turnékon a családjától messze kellett lennie: „a művészi célok keresése közben az ember mindent hátrahagy. Ez a szakma leggyorsabban a családi életet kezdi ki… Abba az irányba terel, hogy sablonos rocksztár legyek… Természetesen mindent megteszek azért, hogy ez ne következzen be, és ez eddig sikerült is. Ezt csak úgy tudom elérni, hogy folyamatosan leltárt készítek, és felteszem a kérdést magamnak, mit jelent nekem ez az egész, és mennyire éri meg.”
A folkos hangzású dalban May tizenkét húros Ovation akusztikus gitáron játszott, amelyet a szokástól eltérően nem oktávpáronként, hanem vastagság alapján húrozott fel, így meg tudta pengetni a különálló sztenderd húrokat, és a magasabb fekvéseket is könnyebben elérte. A felvételek során tréfából megkérte John Deacon basszusgitárost, hogy nagybőgőn pengessen, Deacon viszont komolyan vette a kérést, és pár napnyi otthoni gyakorlás után valóban nagybőgővel játszotta a basszust. A dalt May énekli, Roger Taylor és Freddie Mercury vokáloznak, a legmagasabb hangokat utóbbi kettő produkálta. A dal középrészében hallható falzett vokált is Taylor énekli, ezzel May az űrutazós sci-fik zenéjét próbálta leutánozni.

## Megjelenés és fogadtatás
1976. május 18-án a „You’re My Best Friend” kislemez B oldalára került, amely a hetedik helyet érte el Angliában, a tizenhatodikat Amerikában. A Rolling Stone kedvezően írt róla: „a gitáros eddigi legjobb próbálkozása a Paul McCartney-szerű lágy előadásra”, a Melody Maker pedig így jellemezte: „majdnem folkballada, szeretetreméltó kórussal.” A kanadai Winnipeg Free Press szerint megmutatja az együttes énekesi tehetségét. Bruce Eder az AllMusic oldalán szintén kedvelte: „a Byrds kilenc évvel korábbi »5D«-je mellett a „’39” egyike annak a két populáris dalnak, amelyek az Einstein relativitáselméletében rejlő tér- és időtorzító effektusokkal foglalkoznak, ami valószínűleg kisebb szerepet játszik a dal népszerűségében, mint a nagyszerű ritmus és hangszerelés, valamint a kiváló gitárjáték.”

## Élőben
1976-tól 1979-ig rendszeresen játszották a koncertek akusztikus szakaszában, többek között a „Love of My Life” mellett. A stúdióverziótól eltérően élőben Mercury énekelte, May pedig akusztikus gitáron kísérte. Ilyenkor Taylor is előbbre jött a dobok mögül, és csörgődobbal kísérte az előadást, valamint vokálozott, a magas hangokat itt is ő énekelte ki. May élőben is tizenkét húros Ovation gitáron játszott, pár esetben pedig hathúros Martin D18 gitáron. Felkerült a Live Killers koncertalbumra. 1984-ben és 1986-ban pár alkalommal újra játszották. Az 1986-os Magic Tour július 19-i állomásán Kölnben rendhagyó módon az egész dalt eljátszották: May ekkor ünnepelte a harminckilencedik születésnapját.
Az 1992-es Freddie Mercury emlékkoncerten George Michael adta elő, aki gyermekkora egyik kedvenc dalának nevezte. May 1993 és 1994 között zajló szólóturnéján a „Let Your Heart Rule Your Head” című dal bevezetéseként játszotta. A 2005-2006-os Queen + Paul Rodgers koncerteken May énekelte, Guild márkájú akusztikus gitárral kísérve magát. Felkerült a 2005-ös Return of the Champions koncertalbumra és koncertfilmre.

## Közreműködők
- Ének: Brian May
- Háttérvokál: Queen

Hangszerek:
- Roger Taylor: dob, tamburin
- John Deacon: nagybőgő
- Brian May: akusztikus gitár, elektromos gitár